# Leandro Anaya
Leandro Enrique Anaya (n. 1922-f. 6 de abril de 2009) fue un militar argentino que ocupó el cargo de comandante general del Ejército Argentino desde el 19 de diciembre de 1973 hasta el 13 de mayo de 1975, durante el tercer peronismo.

## Biografía
Leandro Enrique Anaya nació en 1922, hijo del general Laureano Anaya (peronista) y sobrino del teniente general Elbio Carlos Anaya. Era asimismo primo del general de división Elbio Anaya, retirado en 1973.

### Carrera

#### Inicios
Una vez finalizados sus estudios secundarios en el Colegio de La Salle, ingresó al Colegio Militar de la Nación en el año 1940. Egresó del mismo como subteniente de infantería en el mes de julio del año 1943, poco tiempo después del inicio de la dictadura militar autoproclamada Revolución del 43, que tuvo lugar el 4 de junio de ese año resultando derrocado el gobierno constitucional de Ramón S. Castillo.

#### Trayectoria y llegada al Generalato
Antes de su llegada al generalato Leandro Anaya dirigió la Escuela de Tropas Aerotransportadas y fue profesor en la Escuela Superior de Guerra.
Hacia el año 1969 ascendió a la jerarquía de general de brigada durante el gobierno de facto del teniente general Juan Carlos Onganía y en 1970 asumió la jefatura de la X Brigada de Infantería con asiento en Palermo. En 1972 asumió como segundo comandante de Institutos Militares con asiento en Campo de Mayo. En 1973 fue segundo comandante del Primer Cuerpo de Ejército (era el comandante el general de división Tomás Sánchez de Bustamante) y el mismo año asumió la titularidad de la misma unidad.
Cuando estalló el alzamiento de las guarniciones de Azul y Olavarría contra el gobierno militar en 1971, estuvo a cargo de la represión, con unidades de la X Brigada y el Primer Cuerpo.
Antes de que el presidente Juan Domingo Perón lo nombrara comandante general del Ejército al ascenderlo a teniente general, Leandro Enrique Anaya se desempeñaba como comandante del I Cuerpo de Ejército con la jerarquía de general de división.

#### Ascenso a teniente general y comandante del Ejército Argentino
Siendo nombrado comandante general del Ejército Argentino el 19 de diciembre de 1973 reemplazó al teniente general Jorge Raúl Carcagno, quien pasó a retiro luego de que tuvieran lugar algunas desavenencias con el gobierno de Juan Domingo Perón. En su gestión designó al general de brigada Jorge Rafael Videla jefe del Estado Mayor General del Ejército.
Mientras fue titular del Ejército, el grupo guerrillero Ejército Revolucionario del Pueblo intentó copar una unidad del Ejército en Azul. Durante ese hecho violento fue asesinado el titular de dicha unidad, coronel Camilo Gay, hecho que motivó a Perón a reformar el Código Penal Argentino y posteriormente inducir la renuncia del gobernador Oscar Bidegain.
Anaya afirmaba que la violencia política de aquella época era absurda debido a que implicaba un enfrentamiento con la legitimidad y a la «representatividad del pueblo todo, que se había expresado en la urnas por el orden, por la paz y la reconciliación».
En el mes de febrero de 1975, en la Provincia de Tucumán, cuando se le preguntó cómo explicaba el Ejército Argentino su participación en la lucha antiguerrillera, Anaya respondió que el Ejército Argentino no tenía nada que explicar ya que «El Ejército cumple órdenes del Poder Ejecutivo de la Nación, no opina».
Sin embargo el 13 de mayo de 1975, el teniente general Leandro Enrique Anaya recibió el retiro obligatorio debido a que el ministro de Bienestar Social José López Rega y el ministro de Defensa Adolfo Savino habían tenido ciertas diferencias. Posteriormente el mismo José López Rega se encargaría de comunicarle que la presidenta María Estela Martínez de Perón había pedido su desplazamiento del Comando General del Ejército Argentino. El teniente general Alberto Numa Laplane ocupó su lugar.

### Actividad posterior a su retiro
Una vez consumado el golpe de Estado en Argentina de 1976 que instauró un régimen militar autodenominado Proceso de Reorganización Nacional, Leandro Anaya recibió el cargo de embajador en España del presidente de facto teniente general Jorge Rafael Videla el 7 de junio de 1976.
Posteriormente fue presidente del Círculo Militar, cargo que ejerció brevemente durante el período comprendido por los años 1986 y 1987.
En 1999 sugirió la expulsión del teniente general Martín Antonio Balza del Círculo Militar alegando que dicho jefe del ejército pertenecía a una fundación cultural militar que arrastraba viejos conflictos con el Círculo. Aunque la postura de Leandro Anaya se debía a la autocrítica realizada por Martín Balza al accionar del Ejército Argentino durante la represión ilegal.